# KU Leuven
La KU Leuven, abreviatura de Katholieke Universiteit te Leuven (en español: «Universidad Católica de Lovaina»), es una universidad que se encuentra en la ciudad de Leuven (Lovaina) y es heredera de la antigua Universidad de Lovaina se encuentra en la ciudad de Leuven (Lovaina), creada en 1425. En 1968 aquella universidad queda escindida, a partir de conflictos lingüísticos, permaneciendo en la antigua ciudad de Lovaina la institución en idioma neerlandés.
Actualmente la KU Leuven es la universidad belga con mayor cantidad de alumnos, ofreciendo estudios de grado, postgrado y doctorado fundamentalmente en lengua neerlandesa. Esta universidad está reconocida como una de las mejores del mundo según The Times Higher Education. Ocupa la 35.º posición a nivel mundial y la 12.ª posición a nivel europeo. Lidera el ranking de Reuters como la universidad europea más innovadora. Tiene asociado el hospital universitario UZ Leuven (Universitair Ziekenhuis Leuven).
Desde 2011 suele acortar su nombre en documentos y publicaciones oficiales como "KU Leuven".

## Organización y academia
Los estudios académicos en KU Leuven están organizados en tres grupos, cada uno con sus propias facultades, departamentos y escuelas que ofrecen programas hasta nivel doctoral. Si bien la mayoría de los cursos se imparten en neerlandés, muchos se ofrecen en inglés, en particular los programas de posgrado.
- Grupo de Ciencias Biomédicas

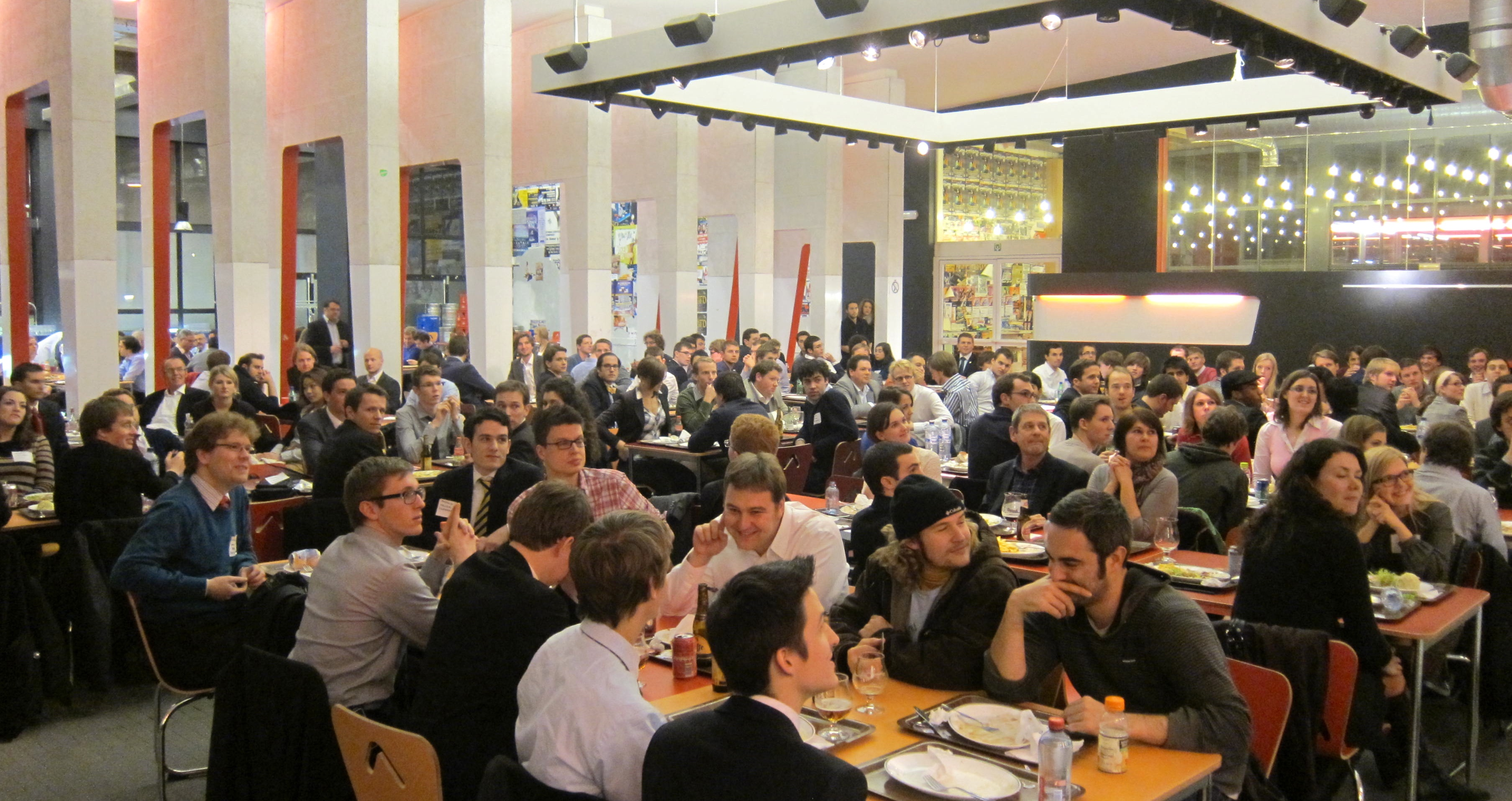
Conferencia europea Students for Liberty en la Universidad Católica de Lovaina

Departamento de Ciencias Cardiovasculares
Departamento de Ciencias de la Salud Oral
Departamento de Ciencias Farmacéuticas y Farmacológicas.
Departamento de Genética Humana
Departamento de Imagen y Patología.
Departamento de Kinesiología
Departamento de Microbiología e Inmunología.
Departamento de Medicina Celular y Molecular.
Departamento de Neurociencias
Departamento de Oncologia
Departamento de Medicina Clínica y Experimental.
Departamento de Ciencias de la Rehabilitación
Departamento de Desarrollo y Regeneración.
Departamento de Salud Pública y Atención Primaria.
- Grupo de Humanidades y Ciencias Sociales.

Instituto de filosofía
Facultad de Teología y Estudios Religiosos
Facultad de Derecho Canónico
Facultad de Derecho
Facultad de Ciencias Económicas y Empresariales
Facultad de Ciencias Sociales
Facultad de Artes
Facultad de Psicología y Ciencias de la Educación.
- Grupo de Ciencia, Ingeniería y Tecnología.

Departamento de Tierra y Ciencias Ambientales.
Departamento de arquitectura
Departamento de biología
Departamento de Biosistemas
Departamento de Ingeniería Civil
Departamento de Química
Departamento de Ingeniería Química
Departamento de Ciencias de la Computación
Departamento de Ingeniería Eléctrica (ESAT)
Departamento de Ingeniería de Materiales
Departamento de Sistemas Microbianos y Moleculares.
Departamento de Física y Astronomía.
Departamento de Ingeniería Mecánica
Departamento de Matemáticas

## Controversias
En 2018, el estudiante de origen africano, Sanda Dia, murió durante un cruel ritual de novatadas para ingresar a la fraternidad Reuzegom. Los perpetradores, cuyos padres pertenecen en su mayoría a la clase alta, están siendo procesados, pero hasta ahora las autoridades universitarias solo han sancionado levemente.